# Britta Phillips
Britta Phillips (Boyne City, Míchigan, Estados Unidos; 11 de junio de 1963) es una actriz de doblaje, cantautora, música, productora de discos y actriz estadounidense. Es conocida mundialmente por ser la voz de las canciones de Jem en la popular serie animada Jem and the Holograms.

## Carrera
Se crio desde niña en la música, su padre tocaba el piano y su madre el piano, la guitarra y canto. Nacida en Míchigan se mudó a New York cuando tenía 19 años. Gracias a su padre consiguió su primer trabajo al audicionar para Hit the Jingles donde logró obtener la voz de Jem.
El primer trabajo de actuación fue como la voz cantante del personaje principal de la serie animada Jem, junto a la actriz y cantante Samantha Newark, que proporcionó la voz de habla del mismo personaje.La serie se emitió en Estados Unidos desde 1985 a 1988, y en Argentina a partir de la década de 1990 por el canal The Big Channel y luego por Cablin. Allí popularizó temas como Truly Outrageous (tema de apertura del dibujo animado). Jerrica "Jem" Benton en la voz en español fue interpretada por la actriz mexicana Fabiola Stevenson.
En 1988, coprotagonizó la película de rock adolescente Satisfacción, protagonizada por Justine Bateman, Julia Roberts, Liam Neeson, Trini Alvarado y Scott Coffey. Interpretó varias canciones durante la película y aparece en el álbum de la banda sonora. También en ese año, fue protagonista invitada en un episodio del programa televisivo de culto Crime Story, en el que interpretó a una antigua reina que se convirtió en escolta de primera clase en Las Vegas, Nevada ("Always a Blonde"). siguió con un papel protagónico como enfermera en el episodio piloto de la corta serie de televisión Nightingales. Desde 2005 hasta 2008 interpretó varios personajes en la serie Moral Orel de Adult Swim, especialmente Bloberta Puppington. En 2006, apareció como ella misma en el documental de la banda de Luna Dime, me extrañas . Desde 2010, ha encarnado varios personajes en Frankenhole de Mary Shelley, más notablemente Elizabeth Frankenstein. Tanto Moral Orel como el Frankenhole de Mary Shelley fueron creados por Dino Stamatopoulos. En 2010, Phillips apareció junto a Wareham en Yo Gabba Gabba!, en el episodio titulado Ride.
Britta tuvo un cameo, junto con Dean Wareham , en la película de Noah Baumbach de 2012, Frances Ha (escrita por Baumbach y Greta Gerwig). 
Phillips fue miembro de las bandas The Belltower, Ultrababyfat y Christine Keeler Affair en la década de 1990 y Luna de 2001 a 2005. Desde entonces, ha lanzado álbumes con su compañero de banda de Luna Dean Wareham como el dúo Dean & Britta. Wareham, un exmiembro de la banda Galaxie 500, realizó una gira con Phillips en 2010 con el catálogo de la banda. También ha realizado una gira con Ben Lee .Phillips y Wareham también han compuesto la partitura original para las películas de Noah Baumbach, Mistress America y The Squid and the Whale y la película de Morgan J. Freeman Just Like the Son. Su canción Knives From Bavaria (Sonic Souvenirs) aparece en la película de Olivier Assayas, Clean (protagonizada por Maggie Cheung). Su canción Your Baby aparece en la película italiana A / R Andata e Ritorno, dirigida por Marco Ponti.
En 2001, Phillips proporcionó voces en el álbum de pensamiento de Anika Moa, Thinking Room. En 2007, Britta produjo y grabó una portada de I Am A Child de Neil Young para el beneficio del CD Cinnamon Girl - Mujeres artistas, portada de Neil Young para obras de caridad. En 2010, interpretó la voz en el sencillo de MGMT It's Working  de su álbum Congratulations . En el 2016 vio el lanzamiento de su álbum debut como solista, Luck or Magic el 29 de abril. Contiene 5 versiones junto con 5 canciones originales.

## Vida privada
Phillips se casó con el músico Jody Porter pero la pareja se divorció. En 2006 se casó con el músico y compañero de Luna Dean Wareham durante las sesiones de grabación de su álbum Back Numbers.

## Canciones interpretadas en Jem and The Holograms
- Jem Is My Name
- Truly Outrageous
- She's Got The Power
- Like A Dream
- Who is He Kissing?
- Real Me
- All's Right With the World
- Something is Missing in My Life
- It Depends On the Mood I'm In
- I Got My Eye On You
- Can't Get My Love Together
- Only the Beginning
- Music is magic
- Time is running out
- Glitter 'N Gold
- Come On In, The Water's Fine
- Twilight In Paris
- I Believe in Happy Endings
- Imagine Me
- Getting' Down To Business
- Friend Or Stranger
- Broadway Magic

## Discografía
Álbum solista
| Años | Título        | Label                |
| ---- | ------------- | -------------------- |
| 2016 | Luck or Magic | Doble característica |

Singles
| Años | Título                                      | B-lado                              |
| ---- | ------------------------------------------- | ----------------------------------- |
| 1984 | "Through the Eyes"                          | "Through the Eyes" (instr.)         |
| 1985 | "Don't Think Twice" [Promo-only]            | "Don't Think Twice"                 |
| 1986 | "I Just Can't Help Myself"                  | "I Just Can't Help Myself" (instr.) |
| 2009 | "Shine Your Light" (con James Iha)          | "You Can't Escape"                  |
| 2014 | "Love"/"Fallin' in Love" (con Dean Wareham) | -                                   |